# Robert Frank Mager

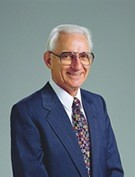
Robert Frank Mager (2015)

Robert Frank Mager (* 10. Juni 1923 in Cleveland; † 11. Mai 2020) war ein US-amerikanischer Pädagoge.
Mager erhielt seinen Bachelor of Arts sowie seinen Master of Arts an der Ohio University und seinen Ph.D. in Psychologie an der Iowa State University. Er arbeitete beim Center for Effective Performance (CEP) in Atlanta.
Sein bekanntestes Buch ist Lernziele und Unterricht, das unter dem Originaltitel Preparing Instructional objectives erschien; auf Deutsch erstmals 1965 unter dem Titel „Lernziele und Programmierter Unterricht“, in der Überarbeitung mit neuem Titel 1977 wurde es ein Bestseller, der auf die damaligen Bedürfnisse einer besseren Lehrerausbildung passte.
Mager entwickelte ein Modell Criterion Referenced Instruction (CRI). Es reicht bis in die Kriegserfordernisse nach Trainingsprogrammen zurück. Sein Buch Preparing Instructional Objectives: A Critical Tool in the Development of Effective Instruction (Fearon Publisher Inc., California, 1962) stellt das Modell vor. Er beginnt mit einer Fabel, die klarmachen soll, dass zuerst die Ziele klar sein müssen, bevor weiteres festgelegt wird. Daher die Moral: if you're not sure where you're going, you're liable to end up some place else.
Das CRI Modell basiert auf der Nutzung von Lernzielen, z. B. für Autofahrer. Effektive Lernziele sollten drei Komponenten aufweisen:
1. Performance – die Ausführung gibt an, was der Fahrer nach dem Lernprozess können soll; rückwärts einparken
2. Condition – gibt die Bedingungen an, unter denen die Ausführung erfolgen soll, also das Aufgabenfeld, die Hilfsmittel; bergab, Automatikgetriebe
3. Criterion – gibt an, wie gut der Lerner etwas können muss, um akzeptabel zu sein; Ruhestellung 20 cm parallel zum Bordstein.

Das CRI Modell gibt vier Stufen der Entwicklung an:
1. die Analyse der speziellen Ziele/Aufgaben,
2. das Kriterium einer guten Ausführung,
3. kriteriumbezogene Testverfahren,
4. Lernmodule zum Training.

Die Entstehung aus dem Zusammenhang einer behaviouristischen Psychologie und des technokratischen Programmierten Unterrichts rief die Kritiker, z. B. Hilbert Meyer, auf den Plan, die die multiplen und unvorhersehbaren Lernwege der Realität eingeengt sehen.

## Schriften
- Zielanalyse. Beltz, 2. Aufl. 1971, ISBN 978-3-407-50032-8. (Originaltitel: Goal analysis. 2. Aufl. 1984, ISBN 978-1-56103-339-3)
- Lernziele und Unterricht. Übersetzt von H. Rademacker. Beltz, Weinheim/Basel 1994, ISBN 3-407-25156-4.
- Motivation und Lernerfolg. Wie Lehrer ihren Unterricht verbessern können. (Developing attitude toward learning) Übersetzung von Barbara Küper. Beltz, Weinheim/Basel 1983, ISBN 3-407-28130-7.